# Zacryptocerus femoralis
Zacryptocerus femoralis är en myrart som först beskrevs av Smith 1853.  Zacryptocerus femoralis ingår i släktet Zacryptocerus och familjen myror. Inga underarter finns listade i Catalogue of Life.